# Bojan Miovski
Bojan Miovski (en macedonio: Бојан Миовски; Štip, Macedonia, 24 de junio de 1999) es un futbolista macedonio. Juega de delantero y su equipo es el Girona F. C. de la Primera División de España. Es internacional absoluto por la selección de Macedonia del Norte desde 2021.

## Trayectoria
Miovski comenzó su carrera a los 18 años debutando en la Primera División de Macedonia del Norte con el FK Bregalnica en 2017.
El 23 de julio de 2022 fichó por cuatro años por el Aberdeen F. C. de la Scottish Premiership. Anotó un gol en su debut el 24 de julio en la victoria por 3-0 sobre el Raith Rovers. En total anotó 44 tantos en 91 partidos con los escoceses y, en el momento de su salida, fue la venta más cara en la historia del club.
El 15 de agosto de 2024 se hizo oficial su traspaso al Girona F. C. por cuatro temporadas, hasta junio de 2028.

## Selección nacional
Miovski fue internacional en categorías inferiores por Macedonia del Norte. Debutó con la selección absoluta el 8 de octubre de 2021 contra Liechtenstein.

## Estadísticas

### Clubes
Actualizado al último partido disputado el 5 de noviembre de 2024.
| Club                                 | Div.          | Temporada     | Liga  | Liga  | Copas nacionales  | Copas nacionales  | Copas internacionales | Copas internacionales | Total | Total |
| Club                                 | Div.          | Temporada     | Part. | Goles | Part.             | Goles             | Part.                 | Goles                 | Part. | Goles |
| ------------------------------------ | ------------- | ------------- | ----- | ----- | ----------------- | ----------------- | --------------------- | --------------------- | ----- | ----- |
| FK Bregalnica Macedonia del Norte    | 1.ª           | 2016-17       | 7     | 2     | 2                 | 0                 | ―                     | ―                     | 9     | 2     |
| FK Bregalnica Macedonia del Norte    | Total club    | Total club    | 7     | 2     | 2                 | 0                 | 0                     | 0                     | 9     | 2     |
| FK Rabotnički Macedonia del Norte    | 1.ª           | 2017-18       | 2     | 0     | 0                 | 0                 | ―                     | ―                     | 2     | 0     |
| FK Rabotnički Macedonia del Norte    | Total club    | Total club    | 2     | 0     | 0                 | 0                 | 0                     | 0                     | 2     | 0     |
| FK Makedonija ǴP Macedonia del Norte | 1.ª           | 2018-19       | 5     | 1     | 3[cita requerida] | 1[cita requerida] | ―                     | ―                     | 8     | 2     |
| FK Makedonija ǴP Macedonia del Norte | Total club    | Total club    | 5     | 1     | 3                 | 1                 | 0                     | 0                     | 8     | 2     |
| KF Renova Macedonia del Norte        | 1.ª           | 2018-19       | 7     | 3     | —                 | —                 | ―                     | ―                     | 7     | 3     |
| KF Renova Macedonia del Norte        | 1.ª           | 2019-20       | 18    | 2     | 3[cita requerida] | 1[cita requerida] | ―                     | ―                     | 21    | 3     |
| KF Renova Macedonia del Norte        | Total club    | Total club    | 25    | 5     | 3                 | 1                 | 0                     | 0                     | 28    | 6     |
| MTK Budapest F. C. · Hungría         | 1.ª           | 2020-21       | 26    | 7     | 3                 | 2                 | ―                     | ―                     | 29    | 9     |
| MTK Budapest F. C. · Hungría         | 1.ª           | 2021-22       | 30    | 8     | 1                 | 2                 | ―                     | ―                     | 31    | 10    |
| MTK Budapest F. C. · Hungría         | Total club    | Total club    | 56    | 15    | 4                 | 4                 | 0                     | 0                     | 60    | 19    |
| Aberdeen F. C. Escocia               | 1.ª           | 2022-23       | 37    | 16    | 5                 | 2                 | ―                     | ―                     | 42    | 18    |
| Aberdeen F. C. Escocia               | 1.ª           | 2023-24       | 38    | 16    | 8                 | 6                 | 7                     | 4                     | 53    | 26    |
| Aberdeen F. C. Escocia               | 1.ª           | 2024-25       | 2     | 0     | 1                 | 0                 | ―                     | ―                     | 3     | 0     |
| Aberdeen F. C. Escocia               | Total club    | Total club    | 77    | 32    | 14                | 8                 | 7                     | 4                     | 98    | 44    |
| Girona F. C. · España                | 1.ª           | 2024-25       | 6     | 0     | 1                 | 2                 | 3                     | 0                     | 10    | 2     |
| Girona F. C. · España                | Total club    | Total club    | 6     | 0     | 1                 | 2                 | 3                     | 0                     | 10    | 2     |
| Total carrera                        | Total carrera | Total carrera | 178   | 55    | 27                | 16                | 10                    | 4                     | 215   | 75    |